# Detenidos desaparecidos por el terrorismo de Estado en Argentina
Las personas desaparecidas por el terrorismo de Estado en Argentina son víctimas del crimen de desaparición forzada antes, durante y después de la última dictadura cívico-militar que hubo en Argentina, autodenominada Proceso de Reorganización Nacional, entre 1976 y 1983. Encerradas en centros clandestinos de detención, eran sometidas a torturas y en muchos casos asesinadas. Las primeras desapariciones y los primeros centros clandestinos de detención se instalaron en 1975, durante el gobierno constitucional de María Estela Martínez de Perón, y continuaron hasta 1984, durante el gobierno constitucional de Raúl Alfonsín.
Documentos del gobierno de Estados Unidos desclasificados en 2006 revelan que un agente de la inteligencia chilena habría manifestado, en un cable enviado a sus superiores en 1978, que militares argentinos pertenecientes al Batallón 601 le habrían manifestado que estimaban que habían matado o hecho desaparecer a unas 22.000 personas entre 1975 y mediados de 1978. Por la misma fecha, y según los mismos documentos desclasificados, el entonces embajador en Buenos Aires, Robert Hill habría manifestado: "Es nuestra estimación que al menos varios miles fueron asesinados y dudamos que alguna vez sea posible establecer una cifra más específica".
Tradicionalmente los organismos de izquierda que incluyen organismos de derechos humanos, sindicatos y la mayoría de los partidos políticos de izquierda, aseguran que la cantidad de desapariciones en un número abierto de 30 000 personas.
En una carta escrita en 2009 por Eduardo Luis Duhalde (secretario de Derechos Humanos de la Nación), él utilizaba este número como el resultado de diversas variables tenidas en cuenta para su valoración, entre las que se encuentran por ejemplo la cantidad de centros de detención y exterminio, el número proporcional de habeas corpus presentados y los dichos de los propios militares. Aseguraba que "la cifra de 30 000 no es ni arbitraria ni caprichosa, aunque es lamentable reducir la dimensión de la tragedia argentina a un problema contable" ya que "el carácter masivo, criminal y abyecto no se mide por un resultado aritmético, al menos para los que creemos que cuando se asesina un hombre se está asesinando a la humanidad".
Por el contrario, lo que suele usarse de fundamento para la afirmación de que se habría exagerado el número por los exiliados, el ex montonero Luis Labraña, quien dijo haber "inventado" el número de los 30.000 para lograr que la represión de la dictadura fuera reconocida como genocidio por los organismos internacionales.

## Definición
La Convención Interamericana sobre Desaparición Forzada de Personas, firmada en 1994, lo considera como un delito de lesa humanidad imprescriptible y lo define del siguiente modo:

Se considera desaparición forzada la privación de la libertad a una o más personas, cualquiera que fuere su forma, cometida por agentes del Estado o por personas o grupos de personas que actúen con la autorización, el apoyo o la aquiescencia del Estado, seguida de la falta de información o de la negativa a reconocer dicha privación de libertad o de informar sobre el paradero de la persona, con lo cual se impide el ejercicio de los recursos legales y de las garantías procesales pertinentes.

## Contexto
Los gobiernos militares del período de 1976 a 1983 impulsaron la persecución, el secuestro, la tortura y el asesinato de manera secreta y sistematizada de personas por motivos políticos y religiosos en el marco de lo que se conoce como el terrorismo de Estado en Argentina. Esas prácticas fueron usadas en otras dictaduras de América Latina en el marco de la Operación Cóndor en Sudamérica y la Operación Charly en Centroamérica.
La razón de que un Estado totalitario recurra a este método es que busca la impunidad al dificultar la prueba del cuerpo del delito, el desconocimiento del destino de los desaparecidos infunde terror en las víctimas y en la sociedad y la falta de certeza acerca de lo sucedido dificulta la acción de los ciudadanos y favorece su división. La desaparición es lo que vuelve al opositor un homo sacer, es decir unas personas que pueden ser asesinadas impunemente.
El procedimiento de hacer desaparecer a los opositores es un método represivo que se basa fundamentalmente en la producción de desconocimiento. Por eso, saber qué pasó, recuperar la memoria y exigir la verdad, se volvieron reclamos principales de las víctimas y de las organizaciones de derechos humanos. Una de las consignas que refleja esta preocupación, cantada en las marchas de protesta contra el gobierno militar, decía: «¡Los desaparecidos, que digan donde están!».
La desaparición de personas genera una situación de agravamiento de la represión y las heridas, debido a las dificultades para los familiares de «dar por muertos» a sus seres queridos y finalmente dar por finalizada la búsqueda de sus restos y la averiguación de lo que realmente les sucedió.

## Antecedentes

### Decreto de Noche y Niebla de Hitler
El sistema de desaparición de personas fue racionalizado por primera vez por el nazismo, a partir del Decreto Noche y Niebla (Decreto Nacht und Nebel) de Hitler, del 7 de diciembre de 1941, cuyo texto fue reconstruido por el Tribunal de Núremberg. Los ideólogos del nazismo sostenían que el Decreto daba inicio a una «innovación básica» en la organización del Estado: el sistema de desapariciones forzadas.
La orden básica del Decreto de Noche y Niebla de Hitler era:

Los actos de resistencia de la población civil en los países ocupados solo se castigarán por una corte marcial, cuando: a) había certeza de que se aplicará la pena de muerte y, b) cuando la sentencia se pronunciase dentro de los ocho días posteriores al arresto.

Según palabras textuales de Hitler, el resto de los opositores debían ser detenidos durante «la noche y la niebla» (por el Decreto Nacht und Nebel) y llevados clandestinamente a Alemania sin dar otra información que el hecho de su detención.
Entre los fundamentos del decreto se explica que:

El efecto de disuasión de estas medidas... radica en que: a) permite la desaparición de los acusados sin dejar rastro y, b) que ninguna información puede ser difundida acerca de su paradero o destino.

El texto reconstruido precisa que:

Una intimidación efectiva y duradera solo se logra por penas de muerte o por medidas que mantengan a los familiares y a la población en la incertidumbre sobre la suerte del reo y por la misma razón, la entrega del cuerpo para su entierro en su lugar de origen, no es aconsejable, porque el lugar del entierro podrá ser utilizado para manifestaciones... A través de la diseminación de tal terror toda disposición de resistencia entre el pueblo, será eliminada.

En Argentina, un camionero testigo de los vuelos de la muerte declaró que le preguntó a un militar sobre el destino de los cadáveres que traía, y este contestó: «Van a la niebla de ninguna parte».
El Decreto de Noche y Niebla de Hitler es mencionado como antecedente de la política de desapariciones forzadas en Argentina, en algunas resoluciones judiciales. El juez español Baltasar Garzón lo menciona en una resolución del 2 de noviembre de 1999, por la que dispone procesar a 98 militares argentinos acusados de crímenes de lesa humanidad:

Igual que en el decreto nazi "Noche y Niebla" los traslados clandestinos, la convicción de los secuestrados acerca de que no podrán conectarse con el exterior y la simétrica imposibilidad de los familiares, políticos, sacerdotes o amigos de conocer lo que sucede en los campos de concentración, les proporciona a los autores la garantía de impunidad, de irresponsabilidad.
Resolución del juez Baltasar Garzón

También es mencionado en la sentencia que en 2006 pronunció el Tribunal Oral en los Criminal n.º 1 de La Plata en el caso «Etchecolatz»:

Esto tiene relación con los decretos de noche y niebla de 1941 de Hitler; la práctica de la desaparición forzada de personas es muy sofisticada desde el punto de vista psicológico, es superadora del crimen político convencional; los allegados no pueden dar por muerto a
quienes no vieron morir, no hay muerte registrada ni formal, los familiares oscilan entre la realidad de la desaparición y la irrealidad de la muerte, esto origina conflictos psicológicos, son muertes sin sepulcro desde el punto de vista antropológico, los familiares siguen siendo torturados (psicológicamente), la espera no es un duelo, no lo propicia.
Sentencia Caso «Etchecolatz»

### Escuela francesa
La desaparición de personas como método represivo fue introducida en la Argentina por la llamada «Escuela militar francesa» desde los últimos años de la década de 1950. Francia había sufrido en 1954 la catastrófica derrota militar en la Batalla de Dien Bien Phu, contra la Liga para la independencia de Vietnam (Viet Minh), que puso fin a la guerra de Indochina y abrió el camino a la independencia de Vietnam. La derrota de Dien Bien Phu ante fuerzas militarmente inferiores pero con fuerte apoyo de la población, inconcebible antes de la misma, que llevó a la pérdida de la colonia de la Indochina francesa, produjo un shock en las fuerzas armadas francesas, formadas en la guerra convencional entre países. De esa coyuntura, surgió desde los propios militares franceses, la noción de «guerra subversiva», concepto que poco después fue reemplazado por «doctrina de la guerra revolucionaria» (DGR).
Pocos meses después del desastre en Indochina, Francia debió enfrentar otra guerra de independencia, esta vez emprendida por la guerrilla del Frente de Liberación Nacional de Argelia que, al igual que en Vietnam, contaba con fuerte inserción en la población colonizada. En ese contexto el coronel francés Charles Lacheroy publicó el libro La campagne d’Indochine, ou une leçon de guerre révolutionnaire (La campaña de Indochina, o una lección de guerra revolucionaria), donde expone conceptos tácticos y estratégicos que venía elaborando desde dos años antes. Lacheroy dice que la guerra revolucionaria es una «guerra de nuevo tipo» (nouvelle guerre), «no convencional» en la que la acción psicológica juega un papel fundamental, y la retaguardia se vuelve más importante que la tropa. Como el enemigo está inserto en la población, no se trata tanto de un combate por el territorio, sino de una lucha por los «corazones» y las «mentes» de la población local. Lacheroy admite en su libro que en este tipo de guerras, se deben usar métodos «repugnantes para la conciencia humana».
El Ejército francés adoptó las ideas que venía difundiendo Lacheroy y las puso en práctica en Argelia, cuando la guerra de descolonización comenzó en noviembre de 1954. La tortura y la desaparición de personas fueron explícitamente utilizadas como armas y aplicadas sistemáticamente. Se crearon escuadrones de la muerte para secuestrar, interrogar bajo tortura y hacer desaparecer personas.
El coronel Marcel Bigeard, jefe de paracaidistas en Argelia, explicó en una entrevista en detalle como era la operativa:

Yo di la orden: ustedes deben actuar en forma contundente contra los que colocaban las bombas, interrogarlos duramente, no sacarles los ojos ni cortarles las orejas pero aplicarles la picana, electrodos para pasarles corriente eléctrica. La llamábamos “la gehgene”.

Por su parte el general Paul Aussaresses completó el modo de operar del siguiente modo:

Los escuadrones de la muerte eran suboficiales que Masssuh puso a mi disposición, cuyo número y nombre no revelaré nunca. Recorría toda la noche los regimientos preguntando a sus jefes y a los oficiales de informaciones qué habían hecho y qué habían conseguido. Cuando teníamos a un tipo que ponía una bomba lo apretábamos para que diera toda la información. Una vez que había contado todo lo que sabía, terminábamos con él. Ya no sentiría nada. Lo hacíamos desaparecer.

La línea de conexión entre las atrocidades del nazismo y Francia durante el gobierno de Vichy, con las guerras para preservar el colonialismo en Indochina y Argelia, y su persistencia en la extrema derecha francesa, han sido señalados por varios autores.
Desde mayo de 1958 las técnicas la DGR comenzaron a enseñarse a iniciativa de Bigeard. Los cursos utilizaron como texto el manual La guerra moderna, del coronel Roger Trinquier, donde se justificaba abiertamente la tortura. Los cursos se realizaron en la Escuela de Guerra de París e incluían un mes de «práctica» en Argelia. Los primeros alumnos fueron argentinos, entre ellos, el general Alcides López Aufranc, seleccionado por el Estado Mayor argentino para iniciarse en lo se llamó en Argentina, la «doctrina francesa».
Las técnicas fueron a su vez retrasmitidas a los militares argentinos en la Escuela Superior de Guerra de Argentina. y luego de la Escuela de las Américas.

### Escuela de las Américas
La Escuela de las Américas, creada por Estados Unidos en julio de 1963 en la Zona del Canal de Panamá, fue uno de los centros principales desde donde se promovió la instalación de decenas de dictaduras totalitarias y el uso tanto del terrorismo subversivo, como del terrorismo de Estado y el narcotráfico, en América Latina. Allí recibieron entrenamiento, incluyendo formación ideológica sobre la Doctrina de la Seguridad Nacional de los Estados Unidos en la Guerra Fría, técnicas de tortura y manipulación de los medios de comunicación, más de sesenta mil militares y policías de hasta veintitrés países de América Latina, entre ellos varios criminales con actuación en Argentina, los dictadores Jorge Rafael Videla, Eduardo Massera, Roberto Eduardo Viola y Leopoldo Fortunato Galtieri.
En 1996 Estados Unidos desclasificó documentos conteniendo manuales de instrucción sobre el uso de la tortura, la extorsión o la ejecución sumaria, definiendo como objetivos de control o seguimiento a aquellos pertenecientes a organizaciones sindicales, literalmente: «distribuyesen propaganda en favor de los grupos extremistas de izquierda o de sus intereses», «simpatizasen con manifestaciones o huelgas», «acusaciones sobre el fracaso del gobierno en solucionar las necesidades básicas del pueblo».
Uno de los más célebres manuales de tortura fue el KUBARK. En él se describe el proceso de tortura mediante descarga eléctrica. Los manuales fueron desclasificados por la CIA en 1994.
Algunas de las denuncias formuladas contra la Escuela de las Américas por sus actividades criminales, provinieron del periódico panameño La Prensa la apodó «Escuela para asesinos». Jorge Illueca, presidente de Panamá, la llamó «la base gringa para la desestabilización de América Latina». En una carta abierta enviada el 20 de julio de 1993 al Columbus Ledger Enquirer, el comandante Joseph Blair, antiguo instructor de la Escuela de las Américas, declaró: «En mis tres años de servicio en la Escuela nunca escuché nada acerca de objetivos tan excelsos como los de promover la libertad, la democracia y los derechos humanos. El personal militar de América Latina venía a Columbus únicamente en busca de beneficios económicos, oportunidades para comprar bienes de calidad exentos de los aranceles de importación de sus respectivos países, y con transporte gratuito, pagado con los impuestos de los contribuyentes estadounidenses». De acuerdo con el senador demócrata Martin Meehan (Massachusetts): «Si la Escuela de las Américas decidiera celebrar una reunión de exalumnos, reuniría a algunos de los más infames e indeseables matones y malhechores del hemisferio».
En 1976, una comisión parlamentaria del Partido Demócrata, durante el gobierno de Jimmy Carter, reconoció las prácticas criminales que se estaban enseñando y promoviendo en la Escuela de las Américas y obligó a suspender sus actividades. En 1977, bajo las previsiones de los Tratados Torrijos-Carter relativos al Canal de Panamá, los Estados Unidos aceptaron la demanda panameña de retirar del país la Escuela para reubicarla en territorio estadounidense, en Fort Benning, Georgia.

## Práctica de la desaparición forzada de personas
El propio general Videla argumentaba en un reportaje realizado por la periodista María Seoane:

No, no se podía fusilar. Pongamos un número, pongamos cinco mil. La sociedad argentina, cambiante, traicionera, no se hubiere bancado los fusilamientos: ayer dos en Buenos Aires, hoy seis en Córdoba, mañana cuatro en Rosario, y así hasta cinco mil, 10 mil, 30 mil. No había otra manera. Había que desaparecerlos. Es lo que enseñaban los manuales de la represión en Argelia, en Vietnam. Estuvimos todos de acuerdo. ¿Dar a conocer dónde están los restos? Pero ¿qué es lo que podíamos señalar? ¿El mar, el Río de la Plata, el Riachuelo? Se pensó, en su momento, dar a conocer las listas. Pero luego se planteó: si se dan por muertos, enseguida vienen las preguntas que no se pueden responder: quién mató, dónde, cómo.
Jorge Rafael Videla

Decía Videla en la televisión estadounidense el 14 de septiembre de 1977:

Debemos aceptar como una realidad que en la Argentina hay personas desaparecidas. El problema no está en asegurar o negar esa realidad, sino en saber las razones por las cuales estas personas han desaparecido. Hay varias razones esenciales: han desaparecido por pasar a la clandestinidad y sumarse a la subversión; han desaparecido porque la subversión las eliminó por considerarlas traidoras a su causa; han desaparecido porque en un enfrentamiento, donde ha habido incendios y explosiones, el cadáver fue mutilado hasta resultar irreconocible. Y acepto que puede haber desaparecidos por excesos cometidos durante la represión. Esta es nuestra responsabilidad; las otras alternativas no las gobernamos nosotros. Y es de esta última de la que nos hacemos responsables: el gobierno ha puesto su mayor empeño para evitar que esos casos puedan repetirse.
Jorge Rafael Videla

El último domingo de octubre de 1979, un mes después de la visita de la Comisión Interamericana de Derechos Humanos a la Argentina, el papa Juan Pablo II se refirió públicamente a los desaparecidos y los detenidos sin proceso en la Argentina, en la plaza de San Pedro. El 13 de diciembre de 1979 Videla dio una conferencia de prensa en Buenos Aires y el periodista José Ignacio López le preguntó qué opinaba sobre las declaraciones del papa, ocasión en la que el dictador dio una larga respuesta invocando su propia visión cristiana de los derechos humanos, y dentro de la cual incluyó la siguiente reflexión que se volvería histórica:

Frente al desaparecido, en tanto esté como tal, es una incógnita el desaparecido. Si el hombre apareciera, bueno, tendrá un tratamiento X y si la aparición se convirtiera en certeza de su fallecimiento, tiene un tratamiento Z. Pero mientras sea desaparecido no puede tener ningún tratamiento especial, es una incógnita, es un desaparecido, no tiene entidad, no está ni muerto ni vivo, está desaparecido.
Jorge Rafael Videla

Los operativos de detención eran realizados comúnmente por militares o paramilitares fuertemente armados que se movían en automóviles en grupos de entre cuatro o cinco personas. Previamente, acordaban con las fuerzas de seguridad la liberación de la zona donde iban a actuar. Atrapaban a las víctimas en la calle, en bares, cines, en sus casas o en el lugar donde se encontraran en ese momento.
Una vez detenidos eran trasladados a un centro clandestino de detención (se estima que funcionaron hasta 610) donde se los interrogaba mediante un régimen de tortura sistemática. Finalmente, en la mayoría de los casos, fueron asesinados y sus cuerpos hechos desaparecer mediante los denominados «vuelos de la muerte», sepultados en fosas comunes, o como N. N.
Durante los primeros años, si bien los medios no daban información directa sobre lo que estaba ocurriendo, a veces publicaban noticias sobre la detención de personas o la aparición de cadáveres.

Habrían sido secuestradas tres personas en la ciudad de Luján. Además, habrían sido violados los domicilios del abogado Raúl Castro y del estudiante José Luis Caldú. Los hechos habríanse perpetrado entre las 21 del martes y las 3 del miércoles por un grupo de entre 10 y 12 desconocidos que se identificaron como integrantes de un grupo comando.

Aparecen tres cuerpos en la costa uruguaya del Río de la Plata, frente a la ciudad de Juan Lacaze. Estaban atados de pies y manos y con signos de haber sido torturados y golpeados. Se han hallado 17 desde el 22 de abril, generalmente mutilados y desnudos.

Es secuestrada una joven frente a la Facultad de Ciencias Médicas de La Plata, cuando se hallaba con otras muchas personas esperando el microómnibus en la parada de Paseo del Bosque. En esa oportunidad descendieron de un automóvil Torino tres de sus cuatro ocupantes, quienes tomaron a la muchacha. Esta comenzó a dar gritos de auxilio y alcanzó a asirse de una columna de alumbrado público. Varios de los que presenciaban la escena se aprestaron a intervenir, ante lo cual los tres secuestradores los amedrentaron, extrayendo armas de fuego y efectuando varios tiros al aire. Seguidamente introdujeron a la chica en el vehículo y partieron velozmente.
En el lugar, según algunos testigos, se le cayó a uno de los secuestradores una credencial de suboficial de policía, que posteriormente fue entregada a las autoridades para la verificación de su autenticidad.

Las detenciones las llevaban a cabo las fuerzas militares y policiales, a veces con colaboración activa de funcionarios civiles o de las autoridades de las empresas, colegios o universidades a las que pertenecían las víctimas. Ningún organismo brindaba información sobre el paradero de las víctimas a los familiares. Los jueces no daban curso a los habeas corpus presentados y en muchos casos, los abogados que presentaban esos recursos resultaban ellos mismos desaparecidos.

## Número de víctimas

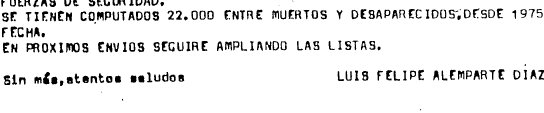
Informe secreto de Arancibia Clavel que cuantifica en los muertos y desaparecidos a julio de 1978.

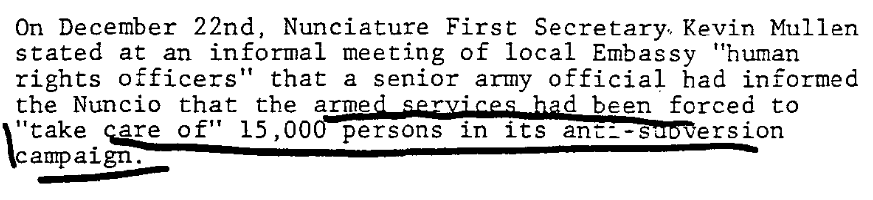
Documento de la Embajada de Estados Unidos que revela que a fines de 1978, el Vaticano había sido informado por altos funcionarios de la dictadura argentina, sobre desaparecidos muertos.

### Documentos
En 1978 el agente secreto chileno Enrique Arancibia Clavel, envió un informe con un listado parcial de personas muertas y desaparecidas entre 1975 y julio de 1978 en Argentina, en el que afirma que hasta esa fecha se habían listado 22 000. El documento publica parcialmente y revela la existencia de registros individualizados de las personas desaparecidas, que nunca fueron reconocidos por los responsables o hallados.
Otro documento de la embajada de los Estados Unidos en la Argentina, firmado por el encargado de Derechos Humanos de la misma Allen Harris, relata que el 22 de diciembre de 1978, el primer secretario de la Nunciatura Kevin Mullen que un alto oficial del gobierno informó al Nuncio Pío Laghi que se «habían visto forzados a “hacerse cargo” de 15 000 personas en su campaña antisubversiva».
El listado inicial de la Asamblea Permanente por los Derechos Humanos era de 5566 casos, que coincidía aproximadamente con las 5580 denuncias que se realizaron en 1979 ante la Comisión Interamericana de Derechos Humanos.
La CONADEP (Comisión Nacional sobre la Desaparición de Personas), creada al finalizar la dictadura por el Gobierno constitucional de Raúl Alfonsín, tuvo por misión principal recibir denuncias en forma directa de víctimas y allegados, y elevarlas a la Justicia civil. En ocho meses se recibieron denuncias sobre 7380 desapariciones. Una vez presentado su informe (el libro Nunca más), la Secretaría de Derechos Humanos de la Nación continuó recibiendo denuncias que elevaron la cifra de desaparecidos denunciados a 8961 personas.
Hasta 2003, la Secretaría de Derechos Humanos de la Nación Argentina tenía registradas las denuncias correspondientes a 13 000 casos aproximadamente.
En el 2009 el Archivo Nacional de la Memoria (ANM) registraba 7140 víctimas de desaparición forzada, 1336 víctimas asesinadas y 2793 liberados/sobrevivientes. Esto da un total de 11 269 víctimas. De acuerdo a lo expresado por el ANM los registros originales de CONADEP contenían 544 individuos que eran registrados como desaparecidos pero no lo estaban, y otros 1009 casos debieron eliminarse porque o estaban duplicados o unificados con otros registros.
El propio dictador Jorge Rafael Videla indicó en una entrevista que las desapariciones podían llegar "hasta 30 000":

No, no se podía fusilar. Pongamos un número, pongamos cinco mil. La sociedad argentina, cambiante, traicionera, no se hubiere bancado los fusilamientos: ayer dos en Buenos Aires, hoy seis en Córdoba, mañana cuatro en Rosario, y así hasta cinco mil, diez mil, treinta mil.
Transcripción de Jorge Rafael Videla

Tradicionalmente los organismos de derechos humanos, el movimiento sindical y la mayoría de los partidos políticos, realizaron una estimación de la cantidad de desapariciones en un número redondo de 30 000 personas.  En una carta escrita Eduardo Luis Duhalde en el año 2009, el entonces secretario de Derechos Humanos de la Nación defendía este número como el resultado de diversas variables tenidas en cuenta para su valoración, entre las que se encuentran por ejemplo la cantidad de centros de detención y exterminio, el número proporcional de habeas corpus presentados y los dichos de los propios militares. Aseguraba que "la cifra de 30 000 no es ni arbitraria ni caprichosa, aunque es lamentable reducir la dimensión de la tragedia argentina a un problema contable" ya que "el carácter masivo, criminal y abyecto no se mide por un resultado aritmético, al menos para los que creemos que cuando se asesina un hombre se está asesinando a la humanidad".

### Debate sobre la cantidad
Los funcionarios de la dictadura negaron desde un primer momento haber sido responsables de la desaparición de personas durante el Proceso de Reorganización Nacional. En algunos casos sostuvieron que las personas desaparecidas lo habían hecho por propia voluntad, permaneciendo vivas, o habían sido asesinadas por las organizaciones guerrilleras. Desde entonces, ha existido una corriente negacionista en Argentina, orientada a negar los hechos o discutir las estimaciones de personas desaparecidas.
En 1997 el exmilitar carapintada y exdiputado nacional Aldo Rico cuestionó las desapariciones afirmando públicamente que «Si gana la oposición, muchos de los 11 600 desaparecidos que hubo van a aparecer». En 2001 la actriz Elena Cruz negó también que hubieran desaparecido 30 000 personas al afirmar que los desaparecidos fueron solo «2400 personas».
En 2003, el exdictador Reynaldo Bignone, entrevistado por la periodista francesa Marie-Monique Robin, negó la cifra de 30 000 desaparecidos afirmando que «solo fueron 8 000, de los cuales 1500 bajo el gobierno de ellos».
En noviembre de 2013, el diario Perfil de Buenos Aires publicó un artículo en el que Luis Labraña, exmilitante de la agrupación Montoneros, afirmaba que el número de 30 000 desaparecidos era una cifra que él mismo había inventado para conseguir un subsidio. Más tarde, el propio Luis Labraña reafirmó ese dicho en televisión, asegurando que la cifra fue inventada por él mientras estaban un grupo de jefes de Montoneros en Europa pidiendo subsídios a distintas ONG.Según el periodista y abogado especialista en derechos humanos Pablo Llonto, Labraña miente ya que no hay registros de su participación en los dos viajes a Países Bajos por parte de Madres de Plaza de Mayo en 1979.Llonto además sostiene que la cifra de 30.000 es anterior a dichos viajes, y cita en su apoyo una nota de El País del 24 de enero de 1978, en la que aparece efectivamente ese número.

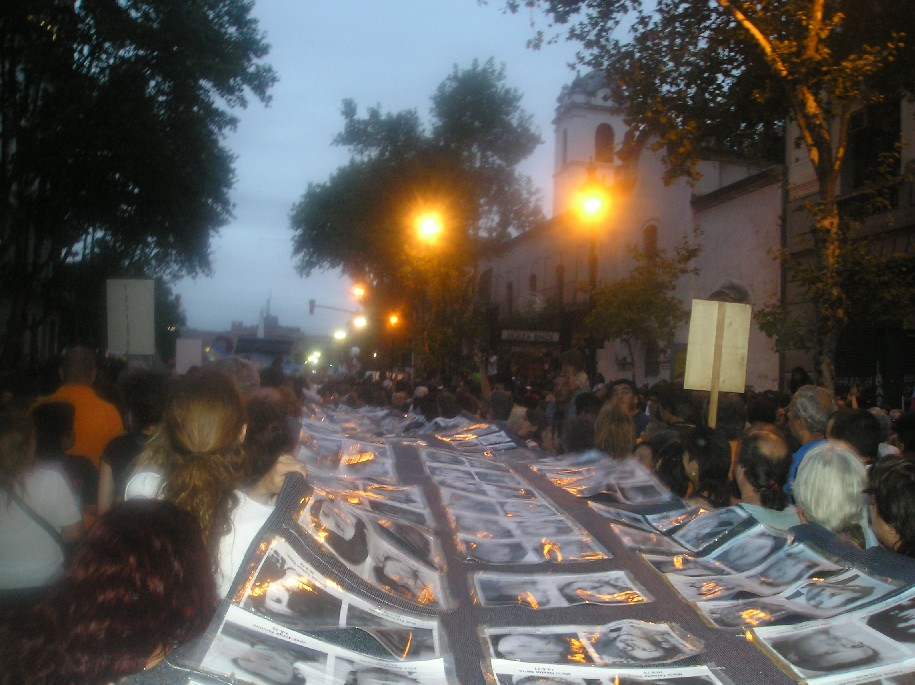
Marcha con fotos de desaparecidos durante el trigésimo aniversario del golpe de Estado de 1976.

El 25 de enero de 2016, el ministro de Cultura de la ciudad de Buenos Aires y director del teatro Colón Darío Lopérfido, de la Unión Cívica Radical, dijo sobre el número de víctimas de la dictadura cívico-militar: «En Argentina no hubo 30 000 desaparecidos, se arregló ese número en una mesa cerrada para conseguir subsidios».
El Estado solo subsidió a los familiares de 9334 desaparecidos denunciados.

Nosotros manejamos esa cifra de 30 000 porque los propios genocidas la llevaron a 45 000. Todavía estamos recibiendo denuncias de nietos que nacieron en cautiverio porque hay personas que se están animando ahora a contar la verdad. ¡Qué maldad empezar a manejar cifras! Que nos dé la lista de los que él piensa que son, si la tiene. [...] Hubo familias que quedaron diezmadas y nadie hizo denuncias. Se registraba como se podía.
Estela de Carlotto

El premio Nobel de la Paz Adolfo Pérez Esquivel le respondió a Lopérfido en los siguientes términos:

Le pediría a Lopérfido que se informe. Soy un sobreviviente de la época de la dictadura. Esta persona quiere tratar de revertir una realidad que es imposible revertir. Este Gobierno [de Mauricio Macri] quiere revertir muchas cosas.
Adolfo Pérez Esquivel

Meses después el excombatiente de Malvinas, Mayor del Ejército, ex carapintada,  doctor en ciencias políticas y, por ese entonces, director de Aduanas Juan Gómez Centurión, puso en cuestión la cantidad de muertos por la dictadura al afirmar que «no es lo mismo 8 000 verdades que 22 000 mentiras». Luego se expresó en contra del hecho de que la dictadura implicó un plan sistemático y centralizado de desaparición de personas:

Lo de plan sistemático es un adjetivo; objetivamente la realidad es otra. (...) Yo no creo que haya existido un plan para hacer desaparecer personas, fue un torpísimo golpe de Estado lidiando con un enemigo que no sabían cómo manejarlo y que había arrancado en el 75 con una orden constitucional de aniquilamiento.

## Procesos judiciales

### En Argentina
Apenas asumida la presidencia, el 10 de diciembre de 1983, el presidente Raúl Alfonsín (1927-2009) firmó los decretos de creación de la CONADEP (Comisión Nacional sobre la Desaparición de Personas) para investigar las violaciones a los derechos humanos ocurridas entre 1976 y 1983. Su investigación, plasmada en el libro Nunca más fue entregada a Alfonsín el 20 de septiembre de 1984.
El Gobierno radical ordenó el juzgamiento de los principales responsables del terrorismo de Estado en el llamado Juicio a las Juntas, con la participación destacada del fiscal Julio César Strassera. Su sentencia condenó a los integrantes de las Juntas Militares a penas por delitos de lesa humanidad, incluyendo la reclusión perpetua de los principales responsables. Era la primera vez que se enjuiciaba ―sin más armas que las leyes― a quienes detentaron la suma del poder público. Se los enjuició por los mismos tribunales que pueden enjuiciar a cualquier ciudadano, aplicando el código penal vigente en la República desde 1922. Este fue un hecho único en el mundo que sentó precedentes para que se incluyera en el Código Penal la figura de la desaparición forzada de personas, imitada por varios países y que logró a la vez que la ONU la declarara delito de lesa humanidad.
Sin embargo, cediendo a las presiones de sectores militares (y también de algunos sectores civiles) el Congreso de la Nación aprobó las leyes de Obediencia Debida y Punto Final, propuestas por el gobierno de Raúl Alfonsín, las cuales extinguieron las acciones penales contra los mandos intermedios participantes del terrorismo de Estado.
Los condenados permanecieron presos hasta que en 1990 el presidente justicialista Carlos Menem los indultó permitiendo la liberación de los que no estaban procesados por otros crímenes no alcanzados por el indulto, como la apropiación de hijos nacidos durante el cautiverio de sus padres.
El 15 de abril de 1998, por la ley 24.952, se derogaron las leyes de Punto Final (N.º 23.492) y Obediencia Debida (N.º 23.521), que posteriormente, el 2 de septiembre de 2003, fueron declaradas «insanablemente nulas» (Artículo 1.º) por la Ley 25.779. El 14 de junio de 2005, la Corte Suprema de Justicia de la Nación declaró la inconstitucionalidad de las leyes mencionadas anteriormente, además de establecer la validez de la ley de nulidad. En la actualidad se encuentran en proceso de apelación para su revocación los indultos de 1990.
En 2017, todavía hay familiares ―en algunos casos nucleados en Abuelas de Plaza de Mayo― que buscan a sus nietos, hijos de desaparecidos, que fueron robados y criados por otras familias, en algunos casos, de los mismos militares involucrados en la desaparición de sus padres.
El 4 de agosto de 2006 se condenó por primera vez a un responsable directo de las desapariciones. Se trata del exsuboficial de la Policía Federal Argentina Julio Simón, también conocido como "Turco Julián", que fue condenado a 25 años de prisión. Simón había sido beneficiado por las Leyes de Obediencia Debida y de Punto final que evitaron el inicio de nuevos juicios a represores.

### En el exterior
Durante más de 25 años normas como las de Ley de Obediencia Debida y Ley de Punto Final impidieron en Argentina llevar ante los tribunales penales a todos los acusados de delitos de secuestros, desaparición forzada, torturas, asesinatos en los años de la dictadura militar. Por este motivo, los organismos de derechos humanos y de familiares de los desaparecidos buscaron ayuda en el exterior, para alcanzar la verdad y la justicia. Desde 1985 se abrieron procesos judiciales en Italia, por los ciudadanos de origen italiano desaparecidos en Argentina. El primer juicio concluyó en Roma el 6 de diciembre de 2000 con la condena a cadena perpetua de los generales Guillermo Suárez Mason y Omar Riveros. En ese juicio el Tribunal de Roma también condenó a 24 años de cárcel a Juan Carlos Gerardi, José Luis Porchetto, Alejandro Puertas, Héctor Oscar Maldonado y Roberto Julio Rossin, culpables del delito de homicidio en el caso de Martino Mastinu.
También en Francia se desarrolló un juicio contra la dictadura argentina, por el secuestro y asesinato de dos monjas ciudadanas de ese país. En este juicio se sentenció al Teniente de Fragata Alfredo Astiz, alias "Ángel de la Muerte", a prisión perpetua. Años después también se presentaron denuncias penales contra miembros de la dictadura militar Argentina en España, Alemania, Suiza y Suecia. En España los juicios empezaron en 1996 y después de más de 8 años determinaron el 19.04.05 la sentencia a prisión perpetua del excapitán de fragata Adolfo Francisco Scilingo, quien había descrito en Argentina los vuelos de la muerte.
El 11 de julio de 2001, el Tribunal de Núremberg (en Alemania) emitió órdenes de captura internacional contra el general Carlos Guillermo Suárez Mason por su responsabilidad en el asesinato de la socióloga alemana Elisabeth Käsemann en mayo de 1977 en Buenos Aires. Más tarde, el 21 de diciembre de 2001, el mismo tribunal de Núremberg emitió órdenes de captura contra el almirante Emilio Eduardo Massera, el coronel Pedro Alberto Durán Sáenz, y el general Juan Bautista Sasiaiñ, por sus responsabilidades en el asesinato de Elisabeth Käsemann. Los pedidos de extradición a Alemania de estos acusados fueron rechazados por el poder judicial de Argentina.
El 28 de noviembre de 2003, a pedido de la fiscalía de Núremberg, el tribunal de esa ciudad emitió órdenes de captura contra el exmiembro de la Junta Militar, Jorge Rafael Videla, el exalmirante Emilio Eduardo Massera ―también integrante de la Junta de Gobierno de la dictadura militar―, y el exgeneral Guillermo Suárez Mason, por su responsabilidad en los homicidios ―en Argentina― de los ciudadanos alemanes Elisabeth Käsemann y Claus Zieschank.
Los juicios en Europa cumplieron un importante rol de presión al poder judicial y al gobierno argentino, que finalmente, tras casi 30 años después del Golpe de Estado, anularon las leyes de impunidad, para juzgar en el propio país a los acusados por los delitos de derechos humanos durante la época de la dictadura militar, y así evitar tener que extraditarlos al exterior, como lo venían reclamando tribunales de España, Italia, Francia y Alemania.

## Impacto en la cultura
Numerosas obras artísticas han tomado como tema central la desaparición forzada de personas en Argentina (como ejemplo, sólo el sitio Film Affinity lista 46 títulos de películas de ficción vinculadas a la temática del terrorismo del Estado y los desaparecidos). A continuación se realiza una breve lista de algunas de las obras más destacadas:
- Proteo (1979), novela de Morris West[111]
- Preso sin nombre, celda sin número (1982), libro de Jacobo Timerman sobre su propia desaparición en los centros clandestinos de detención de la dictadura cívico militar argentina (1976-1983).[112]
- «Los dinosaurios», conocida canción del músico argentino Charly García publicada en su álbum Clics modernos (1983):

Los amigos del barrio pueden desaparecer,
los cantores de radio pueden desaparecer,
los que están en los diarios pueden desaparecer,
la persona que amas puede desaparecer.
Los que están en el aire pueden desaparecer en el aire,
los que están en la calle pueden desaparecer en la calle.
Los amigos del barrio pueden desaparecer,
pero los dinosaurios van a desaparecer.
- La historia oficial, película de 1985, del director Luis Puenzo (ganadora del Oscar a la mejor película extranjera) sobre el caso de una hija de desaparecidos dada clandestinamente en adopción.[114]
- La Noche de los Lápices, película de 1986, del director Héctor Olivera, que parte del libro del mismo nombre de la escritora María Seoane y se basa en los sucesos de La Noche de los Lápices (1976) cuando 10 estudiantes de la ciudad de La Plata fueron secuestrados y torturados por la dictadura militar.[115]
- Tangos, el exilio de Gardel (1985) película de Pino Solanas, mostrando peripecias de los exiliados por causa del terrorismo de Estado.[116]
- La amiga (1988) película de Jeanine Meerapfel, sobre las experiencias de dos amigas durante el período de la dictadura. Con la participación de Cipe Linkovsky y la actriz sueca Liv Ullman.[117]
- Sur (1988) película de Pino Solanas (quien obtuvo por ella el premio al mejor director en el Festival de Cannes) sobre el regreso de un prisionero víctima del terrorismo de Estado luego de la caída del régimen militar.
- Un muro de silencio (1993) película de Lita Stantic, con la participación de la actriz británica Vanessa Redgrave, sobre una directora de cine británica que llega a Buenos Aires para filmar la historia de la mujer de un desaparecido.[118]
- Garage Olimpo (1999), película de Marco Bechis, muestra una historia que transcurre en buena parte dentro de un centro de detención ilegal.[119]
- Imaginando Argentina (2003) película de Christopher Hampton, sobre un autor teatral quien durante la dictadura descubre que posee el singular poder psíquico que le permite averiguar dónde se encuentran las personas desaparecidas, con la participación de Antonio Banderas y Emma Thompson.[120]
- Crónica de una fuga (2006), película de Adrián Caetano, sobre las penurias vividas por cuatro detenidos en un centro clandestino de detención llamado Mansión Seré, y su posterior escape.[121]
- El secreto de sus ojos (2009) película de Juan José Campanella (ganadora del Oscar a la mejor película extranjera), que transcurre durante el período de las desapariciones, y muestra el régimen de impunidad ante el terror instaurado por el régimen militar.[122][123]
- Infancia clandestina (2012) película de Benjamín Ávila, sobre un niño que debe vivir en la clandestinidad por causa de la amenaza del terrorismo de Estado a sus padres.[124]
- «200 años» (2010), de la banda cordobesa de rock alternativo Black Rose hace mención ―entre muchas otras menciones históricas argentinas en forma de protesta―, a los desaparecidos durante la última dictadura:

Miles de desaparecidos,
por no pensar igual,
fueron desterrados,
de su propia libertad.
- Esos Ojos canción de No Te Va Gustar
- Dispararon al pianista. (2023). Película de animación y novela gráfica de Fernando Trueba y Javier Mariscal sobre la desaparición forzosa  en 1976 en Buenos Aires de Tenorio Junior, pianista brasileño.

Otras obras artísticas mencionan la desaparición forzada en otros lugares del mundo.
- They Dance Alone (1988), canción escrita por el músico británico Sting, centrada principalmente en las madres de los desaparecidos chilenos.[125]
- Vuelos, canción de la banda de rock Bersuit Vergarabat
- Besando la tierra, canción de la banda de thrash metal Nepal
- Indultados, canción de la banda de rock Kapanga.
- Desaparecidos, canción de la banda de hard rock El Reloj
- Desapariciones (1984), escrita por el músico panameño Rubén Blades, la canción no referencia puntualmente a la situación política/geográfica, fue escrita en referencia a los casos de desapariciones en Panamá, pero fue interpretada por la banda argentina Los Fabulosos Cadillacs con enorme éxito.
- Canción inútil (2000), canción de la banda argentina de punk-rock Attaque 77.
- Cadáveres (1987), poema épico y neobarroco escrito por el sociólogo y poeta anarquista Néstor Perlongher en 1981, en un viaje a São Paulo, durante su exilio.